# Aziatische mesvis
De Aziatische mesvis (Notopterus notopterus) is een  straalvinnige vissensoort uit de familie van mesvissen (Notopteridae). De wetenschappelijke naam van de soort is voor het eerst geldig gepubliceerd in 1769 door Pallas.
De Aziatische mesvis staat op de Rode Lijst van de IUCN als niet bedreigd, beoordelingsjaar 2009. De soort komt voor in India, Thailand, Sumatra en Java. De vis wordt tot 35 centimeter lang.